# 黄俊中
黄 俊中（Jun-zhong Huang , こう・しゅんちゅう、ファン・ジュンジョン、1982年4月25日 - ）は、台湾（中華民国）の屏東県出身の元プロ野球選手（投手）。右投げ右打ち。

## 経歴
2001年にボストン・レッドソックスに入団。登録名は、Kevin Huang。2005年まで傘下のマイナーチームでプレーしていた。
2006年、第1回WBCチャイニーズタイペイ代表に選出されている。
同年より、母国台湾・中華職業棒球大聯盟のLa Newベアーズに所属。主にセットアッパーとして活躍した。
2007年には45試合に登板して防御率2.26の成績を残した。この年の北京五輪予選にも選出されている。
2008年4月4日の試合で審判への暴言が原因で退場。3日間の出場停止と罰金処分を受けた。その後は、故障もあって不安定な投球が続き、敗戦処理が主になってしまう。更に、故障の完治まで1年以上かかる事が判明し、同年シーズン終了後に契約解除となった。
2009年は、翌年の復帰を目指してリハビリを続けていたが、シーズン終了後の10月26日に野球賭博の容疑で逮捕された。暴力団組織と選手間の仲介役として、試合での八百長を依頼していた為である。

## プレースタイル
制球力にやや難があるが、150km/hを超える剛球を武器とする抑え投手。場合によっては先発も務める。

## 詳細情報

### 年度別投手成績
| 年 度     | 球 団     | 登 板 | 先 発 | 完 投 | 完 封 | 無 四 球 | 勝 利 | 敗 戦 | セ 丨 ブ | ホ 丨 ル ド | 勝 率 | 打 者 | 投 球 回 | 被 安 打 | 被 本 塁 打 | 与 四 球 | 敬 遠 | 与 死 球 | 奪 三 振 | 暴 投 | ボ 丨 ク | 失 点 | 自 責 点 | 防 御 率 | W H I P |
| --------- | --------- | ----- | ----- | ----- | ----- | -------- | ----- | ----- | -------- | ----------- | ----- | ----- | -------- | -------- | ----------- | -------- | ----- | -------- | -------- | ----- | -------- | ----- | -------- | -------- | ------- |
| 2006      | La New    | 35    | 3     | 0     | 0     | 0        | 3     | 1     | 3        | 7           | .750  | 240   | 56.1     | 56       | 2           | 17       | 0     | 2        | 40       | 3     | 0        | 27    | 19       | 3.04     | 1.30    |
| 2007      | La New    | 41    | 7     | 0     | 0     | 0        | 9     | 5     | 12       | 0           | .643  | 354   | 83.2     | 83       | 6           | 25       | 0     | 1        | 73       | 4     | 0        | 32    | 21       | 2.26     | 1.29    |
| 2008      | La New    | 23    | 6     | 0     | 0     | 0        | 1     | 3     | 1        | 0           | .250  | 226   | 46.0     | 61       | 3           | 25       | 1     | 2        | 23       | 2     | 0        | 33    | 29       | 5.67     | 1.87    |
| CPBL：3年 | CPBL：3年 | 99    | 16    | 0     | 0     | 0        | 13    | 9     | 16       | 7           | .591  | 820   | 186.0    | 200      | 11          | 67       | 1     | 5        | 136      | 9     | 0        | 92    | 69       | 3.34     | 1.44    |

### 背番号
- 32 （2006年 - 2008年）